# Harrisville (Utah)
Harrisville es una ciudad en el condado de Weber, estado de Utah, Estados Unidos. Según el censo de 2000 la población era de 3.645 habitantes.

## Geografía
Harrisville se encuentra en las coordenadas 41°17′7″N 111°59′12″O / 41.28528, -111.98667.
Según la oficina del censo de Estados Unidos, la ciudad tiene una superficie total de 7.0 km². No tiene superficie cubierta de agua.
- Datos: Q129956
- Multimedia: Harrisville, Utah / Q129956

1. ↑  Zip Data Maps, código ZIP n.º 84404.